# Max Hengel

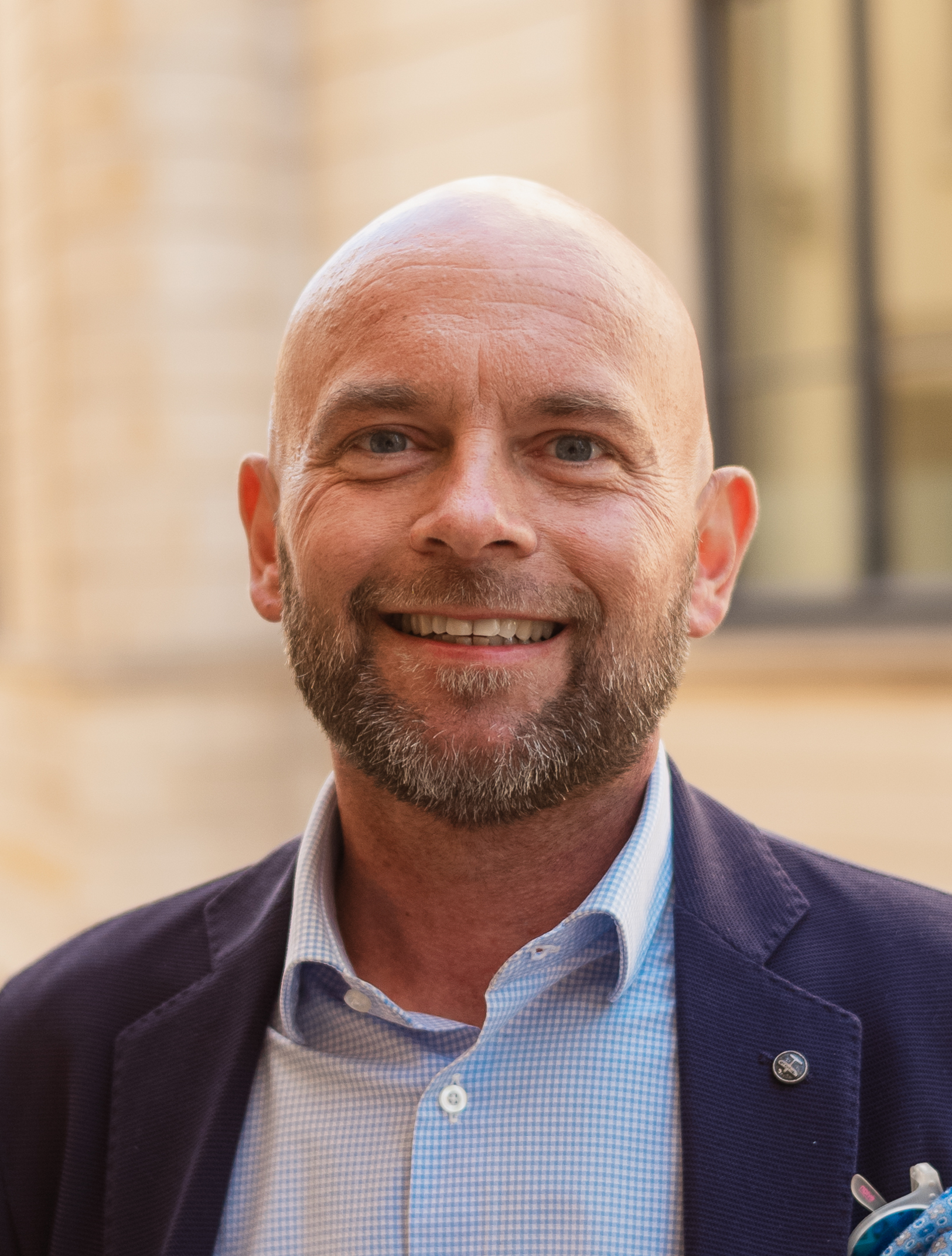
Max Hengel (2023)

Max Hengel (* 8. Mai 1977 in Luxemburg; † 17. August 2024 ebenda) war ein luxemburgischer Politiker der Chrëschtlech-Sozial Vollekspartei (CSV), der von 2022 bis 2024 Mitglied der Abgeordnetenkammer war.

## Leben
Max Hengel begann nach dem Besuch des Lycée Robert-Schuman 1996 ein Studium der Rechtswissenschaften am Centre Universitaire de Luxembourg (CUNLUX) und an der Universität Straßburg. Allerdings wechselte er die Studienrichtung und begann ein Studium der Politikwissenschaften und Geschichte an der Universität Trier, das er mit einem Master beendete. Er begann eine berufliche Tätigkeit für die Christlich-Soziale Volkspartei CSV (Chrëschtlech-Sozial Vollekspartei), der er seit dem 4. Februar 1998 angehörte, vom 31. Dezember 2005 bis zum 10. Januar 2022 als stellvertretender Sekretär und politischer Koordinator. In der Kommunalpolitik war er vom 15. November 2011 bis zum 16. November 2017 Mitglied des Gemeinderates von Wormeldingen sowie vom 16. November 2017 bis zum 4. November 2020 Bürgermeister von Wormeldingen, einer Gemeinde mit knapp 3.200 Einwohnern im Kanton Grevenmacher. Ab dem 4. November 2020 war er Schöffe (Schäffe) dieser Gemeinde. Innerhalb der CSV war er Mitglied des Nationalkomitees, Präsident des CSV-Verbands Osten und politischer Koordinator der Partei.
Nach dem Mandatsverzicht von Françoise Hetto-Gaasch wurde er am 11. Januar 2022 als deren Nachrücker für die CSV Mitglied der Abgeordnetenkammer (Chamber) und vertrat dort den Wahlbezirk Ost.
In der Wahlperiode 2018 bis 2023 war er ab dem 11. Januar 2022 Mitglied der Ausschüsse für Wohnungsbau (Commission du Logement), für Petitionen (Commission des Pétitions), für den Mittelstand und Tourismus (Commission des Classes moyennes et du Tourisme), für Inneres und Gleichstellung von Frauen und Männern (Commission des Affaires intérieures et de l’Egalité entre les femmes et les hommes), für Gesundheit und Sport (Commission de la Santé et des Sports), für Bildung, Kinder, Jugend, Hochschulbildung und Forschung(Commission de l’Education nationale, de l’Enfance, de la Jeunesse, de l’Enseignement supérieur et de la Recherche) sowie des sogenannten Ausschusses für alle Ausschüsse (Commission „Toutes les Commissions Parlementaires“).
Am 24. Januar 2022 wurde Hengel für Luxemburg stellvertretendes Mitglied der Parlamentarischen Versammlung des Europarates und war dort unter anderem Mitglied im Ausschuss für Soziales, Gesundheit und nachhaltige Entwicklung.
Hengel starb im August 2024 an den Folgen von Darmkrebs. Er hinterließ seine Ehefrau und zwei Söhne.